# Tijuana (muziekstijl)
Tijuana of de Tijuana Sound is een muziekstijl die vernoemd is naar de muziek van Herb Alpert en zijn Tijuana Brass band. Het is een easy-listeningvariant van de Mariachistijl.
Zijn eerste compositie The Lonely Bull was een trompet-instrumental, opgenomen in zijn garage middels een overdub met zijn trompet. De compositie ontstond nadat Herb Alpert in Mexico een mariachiband tijdens een stierengevecht hoorde spelen en de melodie en het gejoel van het publiek verwerkte in de opname.
Pas na het succes van de single en het gelijknamige album werd de Tijuana Brass gevormd.
De band is genoemd naar de stad Tijuana in Mexico aan de grens met de Verenigde Staten, ten zuiden van San Diego.
Tussen 1961 en 1969 speelde Herb Alpert met zijn band 13 succesvolle albums vol, met als bekendste album ‘Whipped Cream & Other Delights’, waarvan alleen al in Amerika 6 miljoen exemplaren werden verkocht. In datzelfde jaar volgde ook de grote doorbraak in Europa met de hitsingle ‘Tijuana Taxi’.